# خلل الوظائف المستقلة العائلي
خلل الوظائف المستقلة العائلي أو خلل الوظائف الذاتية العائلي (بالإنجليزية: Familial dysautonomia)‏ واختصارًا إف دي (FD)، هو اضطراب في الجهاز العصبي الذاتي يؤثر على نِماء وبقاء العصبونات الحسية والودية وبعض العصبونات اللاودية في الجهازين العصبيين الذاتي والحسي ما يؤدي إلى ظهور أعراض متغيّرة، منها الحساسية للألم وعدم القدرة على إنتاج الدموع وضعف النمو وضغط الدم غير المستقر (فرط ضغط الدم الانتيابي وهبوط الضغط الانتصابي). يعاني الأشخاص المصابون من نوبات إقياء متكررة والتهاب رئوي ومشاكل في النطق والحركة وعسر البلع وإدراك حسي غير مناسب للحرارة والألم والتذوق إضافةً إلى ضغط الدم غير المستقر ونقص الحركية المعدية المعوية (انسداد معوي كاذب). لا يؤثر إف دي على الذكاء.
أول من شخّص المرض هما الدكتور كونارد ميلتون رايلي (1913-2005) والدكتور ريتشارد داي لورنس (1905-1989)، ومرض إف دي هو مثال واحد من مجموعة أعراض تُعرَف باسم الاعتلال العصبي الوراثي الحسي والذاتي (إتش إس إيه إن)، الذي يتجلى باختلال وظيفي حسي واسع النطاق واختلال وظيفي ذاتي متغيّر ناجم عن تطور غير كامل للعصبونات الحسية والذاتية. ويعتقد أن الاضطرابات تختلف وراثيًا عن بعضها البعض.

## الأعراض والعلامات
العرض السريري الأكثر تميّزًا هو غياب فيض الدموع مع البكاء العاطفي بعد سن 7 أشهر. يمكن أن يظهر هذا العرض بشكل أقل وضوحًا مثل تهيج العين ثنائي الجانب المستمر. وهناك أيضًا ارتفاع في معدل انتشار المجيء المقعدي. تشمل الأعراض الأخرى الرضاعة غير المركزة أو الغائبة وضعف نبرة الصوت والرضاعة الضعيفة والبلع الخاطئ وتلطّخ الجلد باللون الأحمر.
تشمل أعراض خلل الوظائف المستقلة العائلي عند الأطفال الأكبر سنًا:
1. تأخر الكلام والمشي
2. مشية غير مستقرة
3. انحناء السيساء
4. خدش القرنية
5. تدهور إدراك الجهاز العصبي للألم أو درجة الحرارة
6. ضعف النمو
7. ضغط الدم غريب الطور أو غير مستقر
8. انتفاخ واحمرار اليدين

نوبات خلل الوظائف المستقلة: مجموعة من الأعراض استجابة للإجهاد الجسدي والعاطفي. يرافقها عادةً تقيؤ وزيادة معدل ضربات القلب زيادة في ضغط الدم والتعرق وسيلان اللعاب وتلطّخ الجلد وتغييرات سلبية في الشخصية.

## الأسباب
ينجم خلل الوظائف المستقلة العائلي عن طفرة في الجين IKBKAP على الصبغي البشري 9، المسؤول عن ترميز البروتين IKBKAP (بروتين كيناز المعقد المرتبط آي كي بي). حُدّدت ثلاث طفرات في الجين IKBKAP لدى المصابين بـ إف دي. تحدث أشيع طفرة مسببة لإف دي في إنترون 20 الجين المعطي.
ينتج عن تطافر T→U في إنترون 20 الجين المعطي في طور الوصل المتغير الذي يولد نسخة IKAP فاقدة للإكسون 20. ينتج عن ترجمة هذا الرنا المرسال بروتين مُجتزَأ يفتقر للحموض الأمينية المُرمَّزة بالإكسونات 20-37. الطفرة الأخرى الأقل شيوعًا هي تطافر G→C التي ينتج عنها طفرة حمض أميني في 696، حيث يحل البرولين محل الأرجنين الطبيعي. يسبب نقص كمية البروتين IKAP الوظيفي في الخلايا خلل الوظائف المستقلة العائلي.

## التشخيص

### التشخيص السريري
يقوم التشخيص السريري لخلل الوظائف المستقلة العائلي على مجموعة من المعايير:
- غياب الحليمات الكمئية على اللسان
- نقص المنعكس الوتري العميق
- فقدان المنعكس المحواري المقلد للهستامين داخل الأدمة
- غياب فيض الدموع مع البكاء العاطفي

### الاختبارات الجينية
تجرى الاختبارات الجينية على عينة صغيرة من الدم من الفرد. يُفحَص الحمض النووي الريبوزي المنقوص الأكسجين مع الاستقصاء المصمم خصيصًا للطفرات المعروفة. تصل دقة الاختبار إلى أكثر من 99 ٪. حدد الدكتور عنات بلومنفلد من مركز هداسا الطبي في القدس، الكروموسوم رقم 9 باعتباره الكروموسوم المسؤول.

### اختبارات ما قبل الولادة
خلل الوظائف المستقلة العائلي مرض موروث من نمط صبغي جسدي متنح، أي أن هناك نسختين من الجين في كل خلية مُعدّلة. إذا ثبت عن طريق الاختبارات الجينية أنه كلا من الوالدين حاملين للمرض، فهناك فرصة أن يكون الطفل مصابًا بالمرض بنسبة 25٪. وبالنسبة للحامل المُعرَّضة لخطر متزايد للإصابة، يمكن إجراء التشخيص الوراثي السابق للانغراس أو التشخيص قبل الولادة عن طريق بزل السلى (من الأسبوع 15-17) أو فحص الزغابات المشيمية (من الأسبوع 10-14).

## العلاج
لا يوجد حاليًا أي علاج لمرض إف دي ويحدث الموت في 50% من الأفراد المصابين بحلول سن الثلاثين. لا يوجد سوى مركزين للعلاج، الأول في مستشفى جامعة نيويورك والآخر في مركز شيبا الطبي في إسرائيل. ويُجرَى التخطيط لإقامة آخر في سان فرانسيسكو.
منذ منتصف ثمانينيات القرن التاسع عشر، ازداد معدل البقاء وجودة الحياة، ويُعزى ذلك في الغالب إلى زيادة فهم الأعراض خطورة أكثر. وفي الوقت الحاضر، يمكن أن يتوقع من المرضى الاستقلالية الوظيفية إذا بدؤوا العلاج في وقت مبكر وتجنب العجز بدرجة كبيرة.
كانت هناك مشكلة رئيسية هي الالتهاب الرئوي الشفطي، عندما يُستنشق الطعام أو المحتوى المعوي المتقيأ للرئتين مسببًا العدوى. يقلل تنبيه القاع (عن طريق منع القلس) وأنابيب فغر المعدة (لتوفير التغذية غير الفموية) عدد مرات دخول المستشفى.
بعض المشاكل التي يمكن أن تطلق نوبات إف دي، الجنف وحالات العين المختلفة الناجمة عن قلة أو انعدام الدموع.
نوبات إف دي هي فقدان الجسم للسيطرة على وظائف الجهاز العصبي المستقل المختلفة بما في ذلك ضغط الدم ومعدل ضربات القلب ودرجة حرارة الجسم. يكون لارتفاع ضغط الدم المرتفع أو المنخفض المتكرر على المدى القصير والمزمن عواقب، ويُعالج دوائيًا لضبط ضغط الدم.

### علاج التظاهرات السريرية
مع أنه حُدِّد الجين المسبب للمرض ويبدو أن له تعبيرًا خاصًا بالأنسجة، إلا أنه لا يوجد علاج نهائي في الوقت الحالي. ما زال علاج إف دي وقائيًا ومحصوبًا بأعراض وداعمًا. لا تظهر أعراض إف دي بطريقة مناسبة. يختلف نوع وشدة الأعراض الظاهرة بين المرضى وحتى خلال الأعمار المختلفة على نفس المرضى. لذلك يجب أن يكون لدى المرضى خطط علاج فردية متخصصة. تستخدم الأدوية للسيطرة على الإقياء وجفاف العينين وضغط الدم. وتتضمن بعض العلاجات المطلوبة:
1. الدموع الاصطناعية: استخدام قطرات العين التي تحتوي على محاليل مسيلة للدموع الاصطناعية (ميثيل السيلولوز)
2. التغذية: المحافظة على التغذية الكافية وتجنب شَّرق الطفل بالحليب المُكّثف والحلمات مختلفة الشكل.
3. علاج فيزيائي للصدر يوميًا لمرضى الرئة المزمنين (إرذاذ وموسعات قصبية ونزح وضعي) من الالتهاب الرئوي الشفطي المتكرر.
4. تدبير علاجي خاص للمظاهر السريرية الخاصة بالجهاز العصبي المستقل مثل الإقياء: الديازيبام عن طريق الوريد أو المستقيم (0.2 ميليغرام لكل كيلوغرام كل 3 ساعات) وهيدرات الكلورال عن طريقة المستقيم (30 ميليغرام لكل كيلوغرام كل 6 ساعات).
5. حماية الطفل من الإصابة (التأقلم مع نقصان حاسة الذوق ودرجة الحرارة وإدراك الألم).
6. مقاومة هبوط الضغط الانتصابي: إماهة ورفع الساقين وتناول وجبات صغيرة متكررة ونظام غذائي غني بالملح وأدوية مثل فلودروكورتيزون (ستيرود لمعالجة داء أديسون).
7. علاج مشاكل العظام (التواء الظنبوب وانحناء السيساء)
8. التعويض عن ضغوط الدم غير المستقرة

خلل الوظائف المستقلة العائلي غير شافٍ.

## الإنذار
تعتمد التوقعات بالنسبة للمرضى الذين يعانون من إف دي على فئة التشخيص الدقيقة. يعاني مرضى خلل الوظائف المستقلة المزمن والمترقيّ والمُعمّم من حالة تنكّس الجهاز العصبي المركزي عادةً ما يجرى تشخيصها بشكلٍ سيئ على المدى الطويل. يمكن أن تحدث الوفاة بسبب الالتهاب الرئوي أو الفشل التنفسي الحاد أو التوقف القلبي الرئوي المفاجئ عند هؤلاء المرضى.
يجب تثقيف الأهل والمرضى عمومًا بشأن العناية اليومية بالعينين وعلامات الإنذار المبكر بمشاكل القرنية بالإضافة إلى اللجوء لكَيّ النقطة الدمعية. وقد أدى هذا التثقيف إلى تقليل تندب القرنية والحاجة إلى اتخاذ تدابير جراحية أكثر عدوانية مثل خياطة الجفن (رَفْوُ التَّرْصّ) وسديلات الملتحمة وزرع القرنية.

## الوبائيات
يلاحظ خلل الوظائف المستقلة العائلي على وجه الحصر تقريبًا لدى اليهود أشكناز ويُورَّث بصبغي جسمي متنح. يجب أن يكون كلا الوالدين حاملين للمرض حتى يرثه الطفل. عدد الحاملين للمرض من الأفراد اليهود من أصل شرق ووسط أوروبا (الأشكناز) حوالي 1/30، في حين أن تكرار عدد الحاملين من الأفراد غير اليهود غير معروف. إذا كان كلا الوالدين حاملين للمرض، فهناك فرصة واحدة من كل أربعة أو 25% لكل محاولة حمل أن يُولد طفل مصاب. يوصى بالاستشارة الوراثية والاختبار الجيني للعائلات التي قد تكون حاملة لمرض خلل الوظائف المستقلة العائلي.
سُجّل في جميع أنحاء العالم ما يقرب من 600 تشخيص منذ اكتشاف المرض، وتقريبًا 350 منهم ما زالوا على قيد الحياة.

## الأبحاث
في يناير 2001، أعلن باحثون في جامعة فوردهام ومستشفى ماساتشوستس العام في وقتٍ واحد عن اكتشاف طفرة وراثية تسبب مرض إف دي، وهو اكتشاف فتح الباب أمام العديد من إمكانيات التشخيص والعلاج.
يتوقع البعض أن يُصنَع علاج بالخلايا الجذعية مع أنه لن يحدث على الأرجح في المستقبل القريب. في النهاية، يمكن تطبيق العلاج في الرحم.
في حين أن ذلك قد يكون قبل سنوات، أصبح الفحص الوراثي متاحًا في أبريل 2001، ما مكّن اليهود الأشكناز من معرفة ما إذا كانوا حاملين للمرض أم لا. تقدم منظمة الفحص دور يِشوريم الاختبار كجزء من خدماتها والتي تشمل أيضًا داء تاي ساكس (البله المميت) والتليف الكيسي.
في غضون ذلك، حصلت المزيد من البحوث في العلاج على التمويل من قبل المؤسسات الموجودة. تُنظم هذه المؤسسات وتُدار من قبل أهالي مرضى إف دي. لا يوجد أي دعم حكومي يُقدَّم لأولئك الذين شُخّصت إصابتهم بالمرض كمؤهلين لبرامج معينة.